# Meiringen

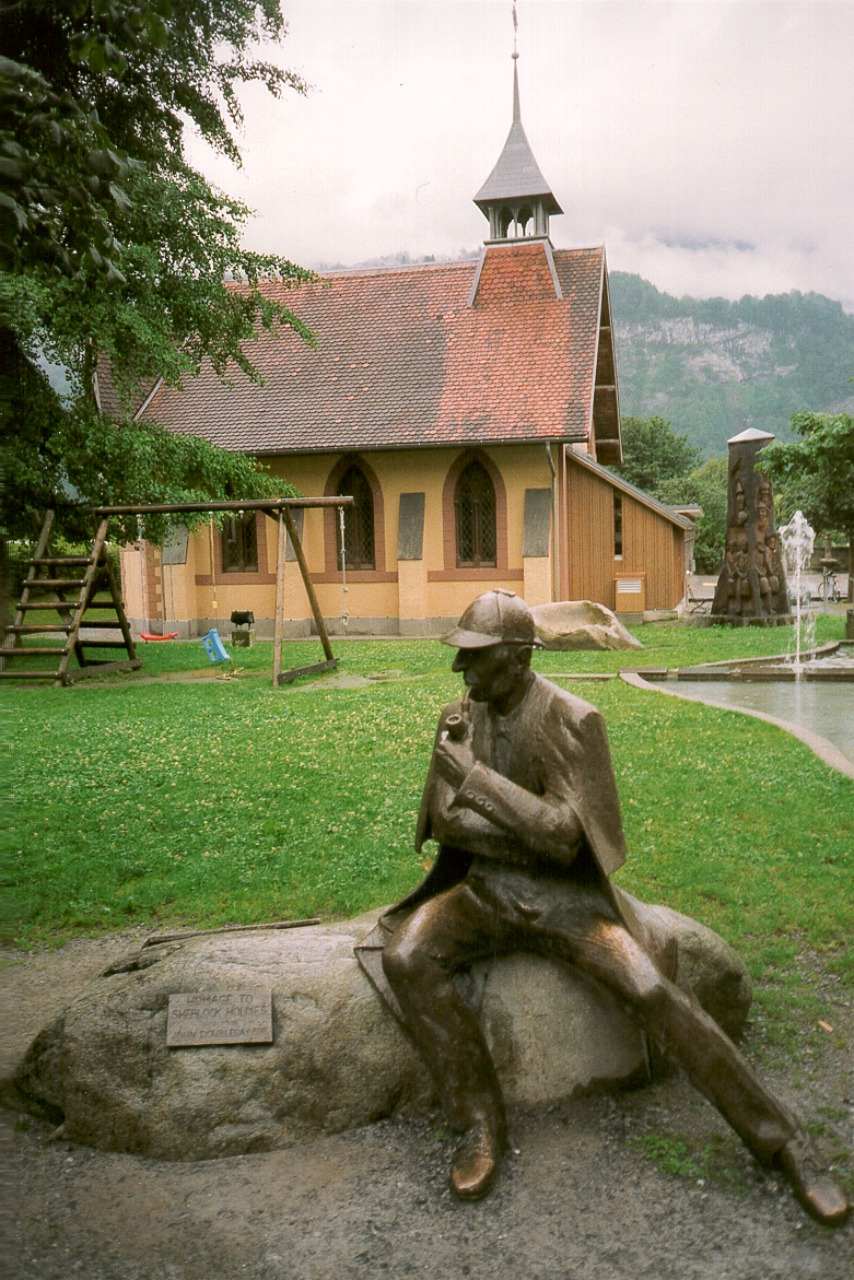
Tượng của Holmes bên ngoài Giáo đường Anh

Meiringen là một đô thị thuộc huyện hành chính Interlaken-Oberhasli, bang Bern, Thụy Sĩ. Đô thị này có diện tích 40,7 km2, dân số thời điểm tháng 12 năm 2009 là 4548 người.